# Kappertje

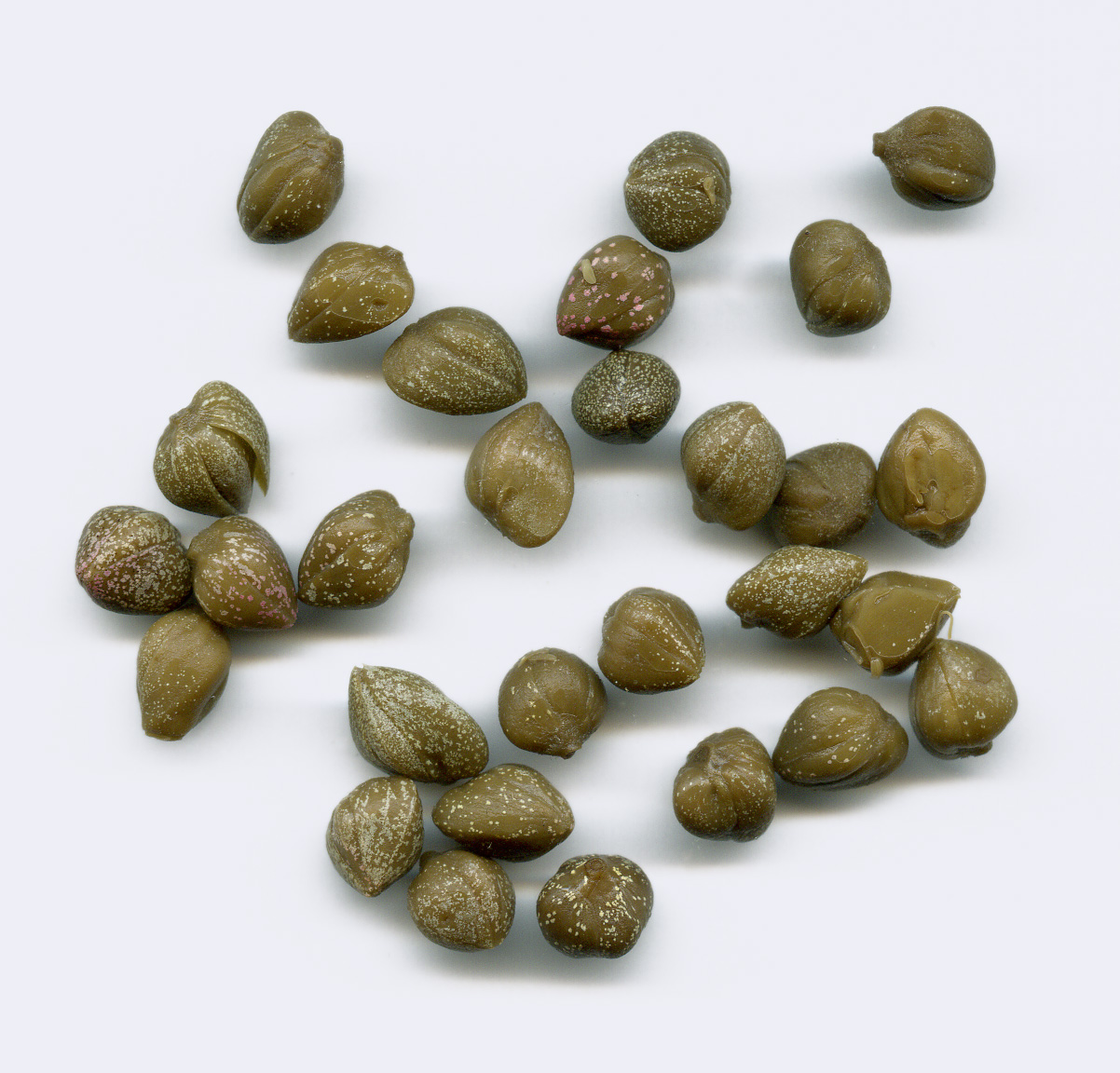
Kappertjes

Kappertjes zijn de ongeopende bloemknoppen, geconserveerd in zout of ingelegd in azijn, van de kappertjesplant (Capparis spinosa). Ze worden voornamelijk geoogst in landen met een mediterraan klimaat, vooral in Marokko, Turkije, Italië, Spanje en Frankrijk.
Kappertjes hebben een groene tot blauwgroene kleur en een frisse, zurige smaak. Ze worden onder andere gebruikt in sauzen, eiergerechten, bij visgerechten en op pizza's.

## Kapperappel

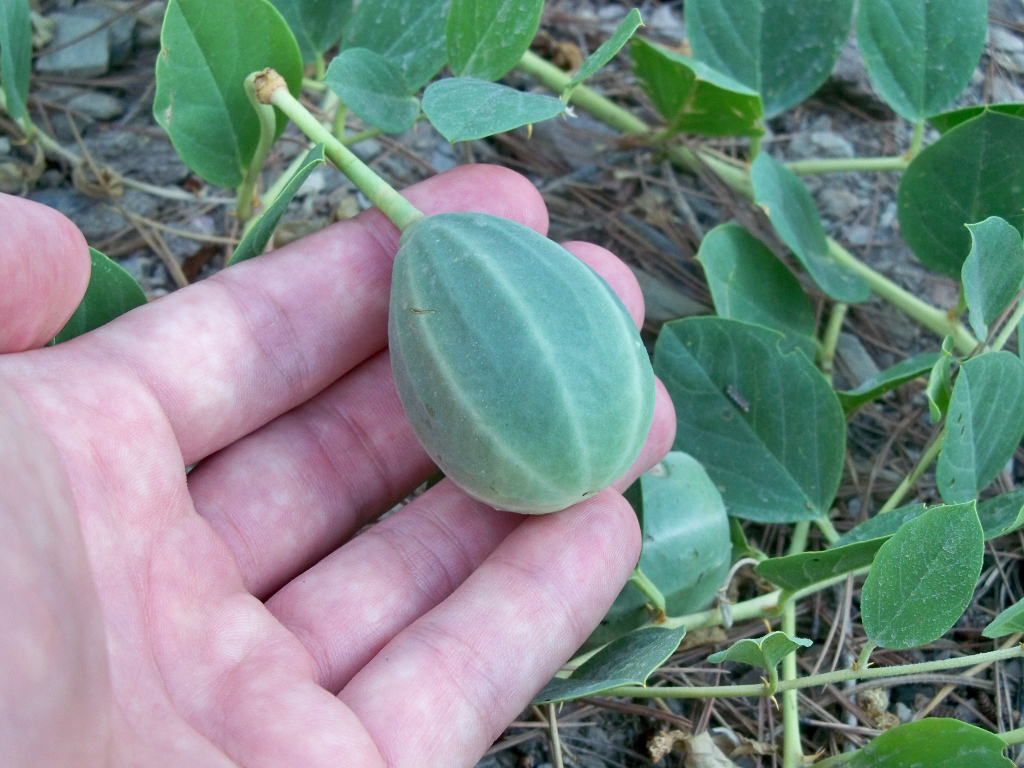
kaperappel

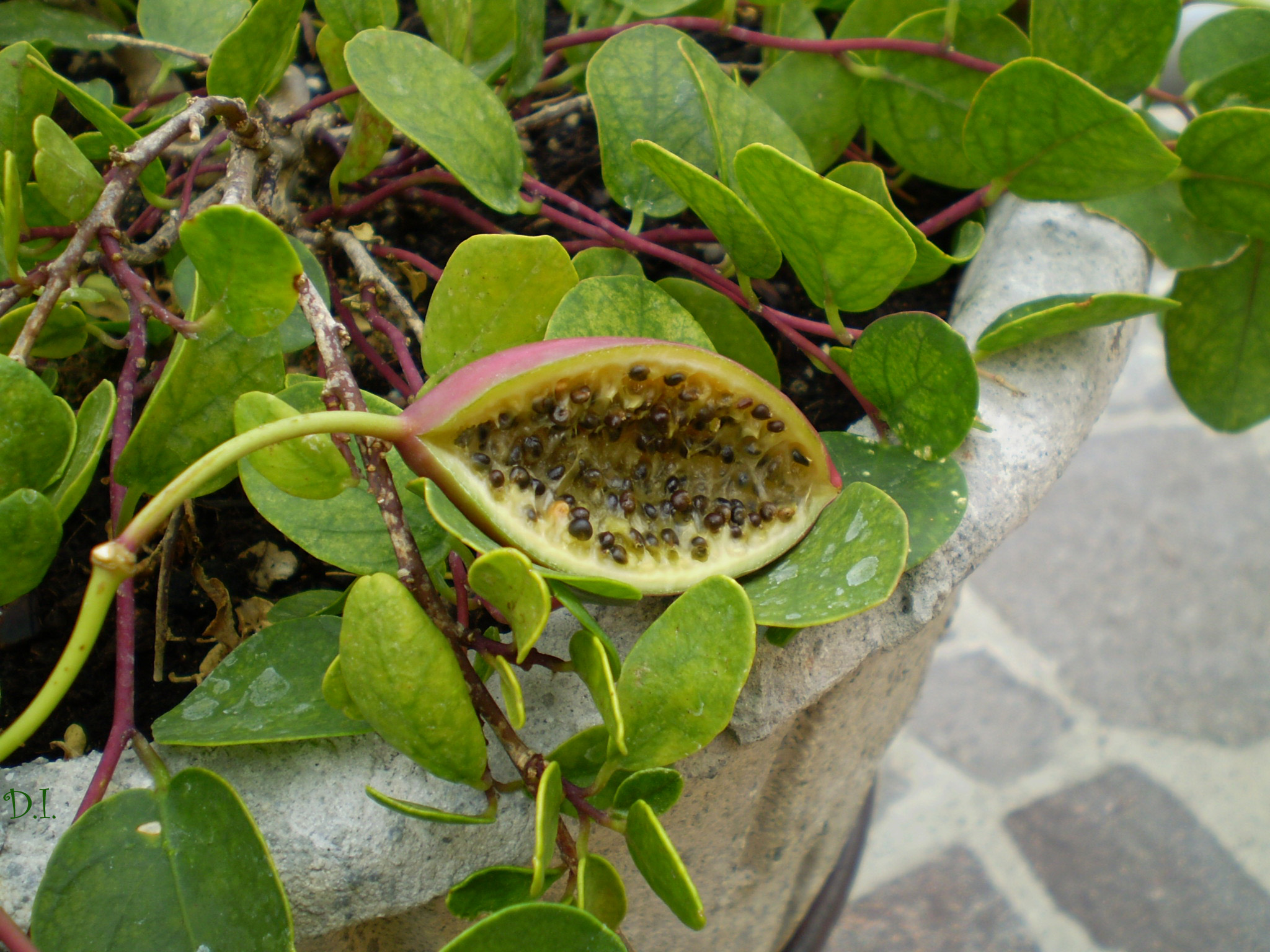
rijpe kapperappel aan plant

Als de bloem bevrucht wordt ontstaat er een bes. Deze bes kan ook ingemaakt worden en staat bekend als de kapperappel of appelkapper.